# Eduard Knackfuss
Eduard Heinrich Knackfuss est un peintre allemand né le 19 octobre 1858, à Wissen, mort le 21 septembre 1945. Son frère Hermann Josef Willhelm fut également peintre. Son père était haut fonctionnaire au château d'Eltz (Burg Eltz) ; son oncle était Joseph Anton Settegast (1813-1890) qui fut également peintre et fit partie du Mouvement nazaréen. Eduard entra en 1888 dans l'ordre des dominicains et réalisa plusieurs décors d'édifices religieux à Düsseldorf et à Cologne.